# Eduardo Calderón Palomino
Eduardo Calderón Palomino o El Tuno (Trujillo, 1930 - Trujillo, 1996) fue un curandero norteño peruano practicante de la mesa norteña. El antropólogo estadounidense Douglas Sharon estudió su vida y publicó el libro etnográfico El Chamán de los Cuatro Vientos que contribuyó a entender el curanderismo norteño peruano como una práctica chamánica y una expresión contemporánea de la continuidad dinámica cultural en el norte del Perú que se inició por lo menos tres milenios atrás en culturas como Chavín, Cupisnique y Moche.
Sharon escribió y publicó varios artículos académicos sobre Eduardo Calderón como también produjo una película etnográfica titulada Eduardo el Curandero sobre su vida que son ampliamente utilizados hasta hoy en facultades de antropología de nivel universitario.

## Biografía
Eduardo nació en la ciudad de Trujillo, en la región La Libertad en Perú. En 1947, a los diecisiete años, decidió entrar a estudiar en el seminario católico de Trujillo aspirando convertirse en sacerdote para atender un llamado a "servir a la humanidad". Al final del cuarto año de estudios, en 1950, rebelándose contra la ortodoxia religiosa y al no poder estudiar medicina por restricciones económicas, decide emigrar a Lima a trabajar como albañil con su tío y estudiar en la Escuela de Bellas Artes. Un año después, decepcionado por su último encuentro con la academia, decide abandonar nuevamente los estudios para luego regresar a su tierra y trasladarse al pueblo pesquero de Las Delicias. En 1952, a los veintidós años de edad, empezó su relación con María, una novia de la adolescencia, con la que llegó a tener diez hijos. A partir de entonces se dedicó a la pesca artesanal, a la creación de obras en madera y cerámica, y a trabajar como estibador en el puerto de Salaverry. En 1965 empieza a trabajar en la restauración de murales en la ciudadela de Chan Chan en donde conoce al antropólogo Douglas Sharon.

### Iniciación
Una de las razones para regresar a Trujillo desde Lima fue el haber contraído una extraña enfermedad a fines de 1951 cuando tenía 21 años. Sus padres, ambos hijos de curanderos de Cajabamba, al ver su condición decidieron ver a una curandera especialista en yerbas y Eduardo se somete al tratamiento y es curado, a partir de ese evento decidió aprender el curanderismo.
Mientras laboraba como estibador en Salaverry y pescador temporal en Chimbote, empezó a aprender y tener experiencia como asistente de curanderos en Chiclayo, Mocupe (Distrito de Lagunas en Lambayeque) y Ferreñafe. Luego de cuatro años de aprendizaje, a los 28 años, realizó su primera cura dirigida a un pariente.

### La Nueva era
Luego de la publicación del libro y película de Sharon en 1978, ocurrió un fenómeno similar al de María Sabina y la difusión de sus conocimientos tradicionales por Robert Gordon Wasson: Eduardo Calderón empezó a recibir grupos Nueva era del extranjero y empezó a viajar a los Estados Unidos y Europa. Esta interacción generó un cambio en sus formas rituales, siendo la principal el retiro de las figuras de santos en el campo Justiciero de su mesa ritual. Los viajes al extranjero, de acuerdo a Eduardo, lo desconectaron de sus raíces ancestrales y el enlace con su comunidad afectando su efectividad. De acuerdo a Donald Joralemon, en 1990, luego de regresar a su hogar en Las Delicias, logró recuperarse y continuó atendiendo pacientes locales y extranjeros.

## Legado en la antropología
Las investigaciones sobre las prácticas del curanderismo norteño peruano aumentaron luego de la publicación del libro y la difusión de la película de Douglas Sharon sobre Eduardo Calderón, entre ellas destacan las de Donald Joralemon, Mario Polia, Bonnie Glass-Coffin, Lupe Camino y Donald Skillman, entre otros. Como antecedentes a las investigaciones antropológicas de Sharon, se tenían las siguientes publicaciones:
- Moche: A Peruvian Coastal Community (Moche: Una Comunidad Costera Peruana, 1945) de John Gillin[35]
- Psiquiatría Folklórica Peruana: El Curanderismo en la Costa Norte del Perú (1969) de Mario Chiappe Costa[36][37]
- Folk Curing with a Psychedelic Cactus in the North of Peru (Medicina Folklórica con un Cactus Psicodélico en la Costa Norte de Perú, 1968-9) de Marlene Dobkin de Rios.[38][39]

## Tributos artísticos
- El escritor Eduardo González Viaña le dedicó un libro titulado Don Tuno, el señor de los cuerpos astrales.[40]

### Filmografía
- Richard Cowan (director) (1978). Eduardo the healer (Eduardo el curandero) (VHS; U-matic). University Park, PA: Psychological Cinema Register (Pennsylvania State University).  Escena en 55 minutos. Consultado el 8 de abril de 2017.
- Georg Lhotsky (director) (1986). Healing States - Don Eduardo Calderón: A shamanic journey in Peru (Estados de Sanación - Don Eduardo Calderón: Un viaje chamánico en Perú). Vienna, Austria: Lhotsky Film.  Escena en 6 x 26 minutos. Consultado el 8 de abril de 2017.
- Ricardo Dall'O (director) (2003). Der Seher und der Blinde (El Visionario y el Ciego). Zúrich, Suiza: VideoArt AG.  Escena en 54 minutos. Consultado el 8 de abril de 2017.

- Datos: Q29212885
- Multimedia: Category:Eduardo Calderón Palomino / Q29212885